# Bowrakammen
Bowrakammen ist ein bis zu 1990 m hoher Gebirgskamm in der Heimefrontfjella des ostantarktischen Königin-Maud-Lands. Er ragt im nördlichen Teil der Tottanfjella auf.
Wissenschaftler des Norwegischen Polarinstituts benannten ihn 1967 nach dem britischen Arzt Gordon Trevor Bowra (1936–2014), der von 1963 bis 1964 auf der Halley-Station tätig war.